# 波罗格圣帕尔
波罗格圣帕尔（匈牙利語：Porrogszentpál）是匈牙利绍莫吉州所辖的一个村。总面积3.54平方公里，总人口95，人口密度26.8人/平方公里（2011年1月1日）。